# 차하리아스 베르너
차하리아스 베르너 (Friedrich Ludwig Zacharias Werner, 1768년 11월 18일 ~ 1823년 1월 17일)은 독일의 시인, 극작가다.
쾨니히스베르크에서 태어나 프로이센의 관리가 되었으나, 후에 가톨릭으로 개종, 사제가 되었다. 호프만이나 슐레겔과 교분을 맺었으며 또한 사극 <마르틴 루터>로 괴테의 인정을 받았다. 대표적인 희곡으로는 근친상간과 상해를 다룬 <2월 24일>로 운명비극의 선구적 작품이 되었으나 문학적 평가는 낮다고 하겠다.

## 참고 자료
- 이 문서에는 다음커뮤니케이션(현 카카오)에서 GFDL 또는 CC-SA 라이선스로 배포한 글로벌 세계대백과사전의 내용을 기초로 작성된 글이 포함되어 있습니다.